# Stanislav Kulintjenko
Stanislav Vladimirovitj Kulintjenko (ryska: Станислав Владимирович Кулинченко), född 19 april 1971 i Samarqand i dåvarande Uzbekiska SSR (nuvarande Uzbekistan), är en rysk tidigare handbollsspelare (mittnia).
Han tog OS-guld i herrarnas turnering i samband med de olympiska handbollstävlingarna 2000 i Sydney.